# Chrysler CA
Der Chrysler Serie CA war ein Pkw der Mittelklasse, den Chrysler in Detroit im Modelljahr 1934 herstellte. Er ersetzte die Serie CO und stellte die billigste Chrysler-Modellreihe dar. Die Ausführung mit langem Fahrgestell hieß Chrysler Serie CB.

## Beschreibung
Der Wagen hatte einen seitengesteuerten Sechszylinder-Reihenmotor mit 3958 cm³ Hubraum, der 93 bhp (68 kW) Leistung abgab. Die Zylinderbohrung betrug 3,375 Zoll und der Kolbenhub 4,5 Zoll. Umgerechnet sind das 85,725 mm und 114,3 mm. Auf Wunsch war auch noch ein höher verdichteter Motor gleichen Hubraums mit 100 bhp (74 kW) verfügbar. Über eine Einscheiben-Trockenkupplung und ein Dreiganggetriebe mit Mittelschaltung wurden die Hinterräder angetrieben. Die Modelle CA und CB waren in diesem Jahr die einzigen Chrysler, die nicht die modische Airflow-Karosserien hatten. Es wurden sieben verschiedene Karosserien angeboten, die im Wesentlichen denen des Vorgängermodells entsprachen. Die Windschutzscheiben waren wieder bei allen Modellen einteilig und es gab erstmals vordere Dreiecksfenster zur Lüftung. Alle Türen waren erstmals hinten angeschlagen ("Selbstmördertüren"). Auf dem kurzen Fahrgestell mit 2972 mm Radstand wurden zwei Coupés, ein zweitüriges Cabriolet und eine zwei- und eine viertürige Limousine angeboten. Auf dem langen Fahrgestell mit 3073 mm Radstand gab es eine viertürige Limousine und ein viertüriges Cabriolet. Beide Fahrgestelle waren auch nur mit Mechanik und Motorverkleidung (Chassis & Cowl) erhältlich.
23.802 Exemplare entstanden von der Serie CA, 1450 Stück von der Serie CB. Im Modelljahr 1935 ersetzte der komplett neue Airstream Serie C6 die Serien CA und CB.
Die Zahlen im Einzelnen: 1650 Business Coupé, 1875 De Luxe Coupé, 700 Cabriolets, 1575 Brougham, 17617 Limousinen und 385 Fahrgestelle ohne Aufbau vom CA sowie 980 Limousine, 450 Cabriolets und 20 Fahrzeuge vom CB.